# Poecillastra incrustans
Poecillastra incrustans är en svampdjursart som beskrevs av William Johnson Sollas 1888. Poecillastra incrustans ingår i släktet Poecillastra och familjen Pachastrellidae.
Artens utbredningsområde är havet kring Tristan Da Cunha. Inga underarter finns listade i Catalogue of Life.